# Celama flaviciliata
Celama flaviciliata är en fjärilsart som beskrevs av George Francis Hampson 1901. Celama flaviciliata ingår i släktet Celama och familjen trågspinnare. Inga underarter finns listade i Catalogue of Life.